# Golubie (Dubeninki)
Golubie (deutsch Gollubien, 1938 bis 1945 Unterfelde) war ein Dorf im ostpreußischen Kreis Goldap. Seine nicht mehr bewohnte Ortsstelle liegt heute in der polnischen Woiwodschaft Ermland-Masuren innerhalb der Landgemeinde Dubeninki (Dubeningken, 1938 bis 1945 Dubeningen) im Kreis Gołdap (Goldap).

## Geographie
Die heutige Ortsstelle des kriegszerstörten Dorfes Golubie liegt auf 260 Meter Höhe am Südostrand der Rominter Heide (polnisch: Puszsca Romincka) im nordöstlichen Gebiet Masurens.

## Geschichte
Das Gründungsjahr des einst Sabrofken genannten Dorfes liegt vor 1599. Das kleine Dorf, das vor 1730 noch Saborowken, danach Gallubien und fortan bis 1938 Gollubien hieß, wurde im Jahre 1874 in den neu errichteten Amtsbezirk Adlersfelde (der Ort heißt heute polnisch: Orliniec) eingegliedert. Er wurde 1939 in „Amtsbezirk Unterfelde“ umbenannt und gehörte bis 1945 zum Kreis Goldap im Regierungsbezirk Gumbinnen in der preußischen Provinz Ostpreußen.
Gollubien war 1910 von 314 Menschen bewohnt. Am 30. September 1928 vergrößerte sich die Gemeinde um den Gutsbezirk Adlersfelde (Orliniec), der eingemeindet wurde. Die Einwohnerzahl insgesamt betrug 1933 328 und belief sich 1939 nur noch auf 307.
Am 3. Juni – amtlich bestätigt am 16. Juli – des Jahres 1938 erhielt Gollubien im Zuge der nationalsozialistischen Umbenennungsaktion den Namen „Unterfelde“ und wurde sodann namensgebend für den umbenannten Amtsbezirk Adlersfelde.
Der Vorstoß der Roten Armee im Oktober 1944 traf das kleine Dorf aufs Schwerste. Es wurde gänzlich zerstört. Seine Ortsstelle erhielt 1945 die polnische Bezeichnung „Golubie“. Von ihr künden heute nur noch Trümmerreste, ein Denkmal sowie eine Gedenktafel mit der Aufschrift: „Zum Gedenken der Einwohner von Unterfelde/Gollubien, 7.1996“.
Siedelten hier anfangs noch vereinzelt Menschen, so ist die Ortsstelle heute nicht mehr bewohnt und gilt als erloschene Siedlung (polnisch: nieeistniejąca już osada).

### Amtsbezirk Unterfelden (1939–1945)
Am 25. Juli 1939 wurde der seit 1874 bestehende Amtsbezirk Adlersfelde (polnisch: Orliniec) in „Amtsbezirk Unterfelde“ umbenannt und der Amtssitz nach hier verlegt. In der Zeit seines Bestehens bis 1945 waren dem Amtsbezirk acht Dörfer zugeordnet:
| Ortsname    | Name bis 1938                     | Heutiger Name |
| ----------- | --------------------------------- | ------------- |
| Hellerau    | Skaisgirren                       | Skajzgiry     |
| Keckskeim   | Kögskehmen                        | Kiekskiejmy   |
| Kühlberg    | Keppurdeggen                      | Łysogóra      |
| Lengenfließ | Lengkupchen                       | Lenkupie      |
| Pabbeln     | Pabbeln                           | Wobały        |
| Unterfelde  | Gollubien                         | Golubie       |
| Zapfengrund | Dagutschen                        | Degucie       |
| Zollteich   | Pablindszen 1936–38: Pablindschen | Pobłędzie     |

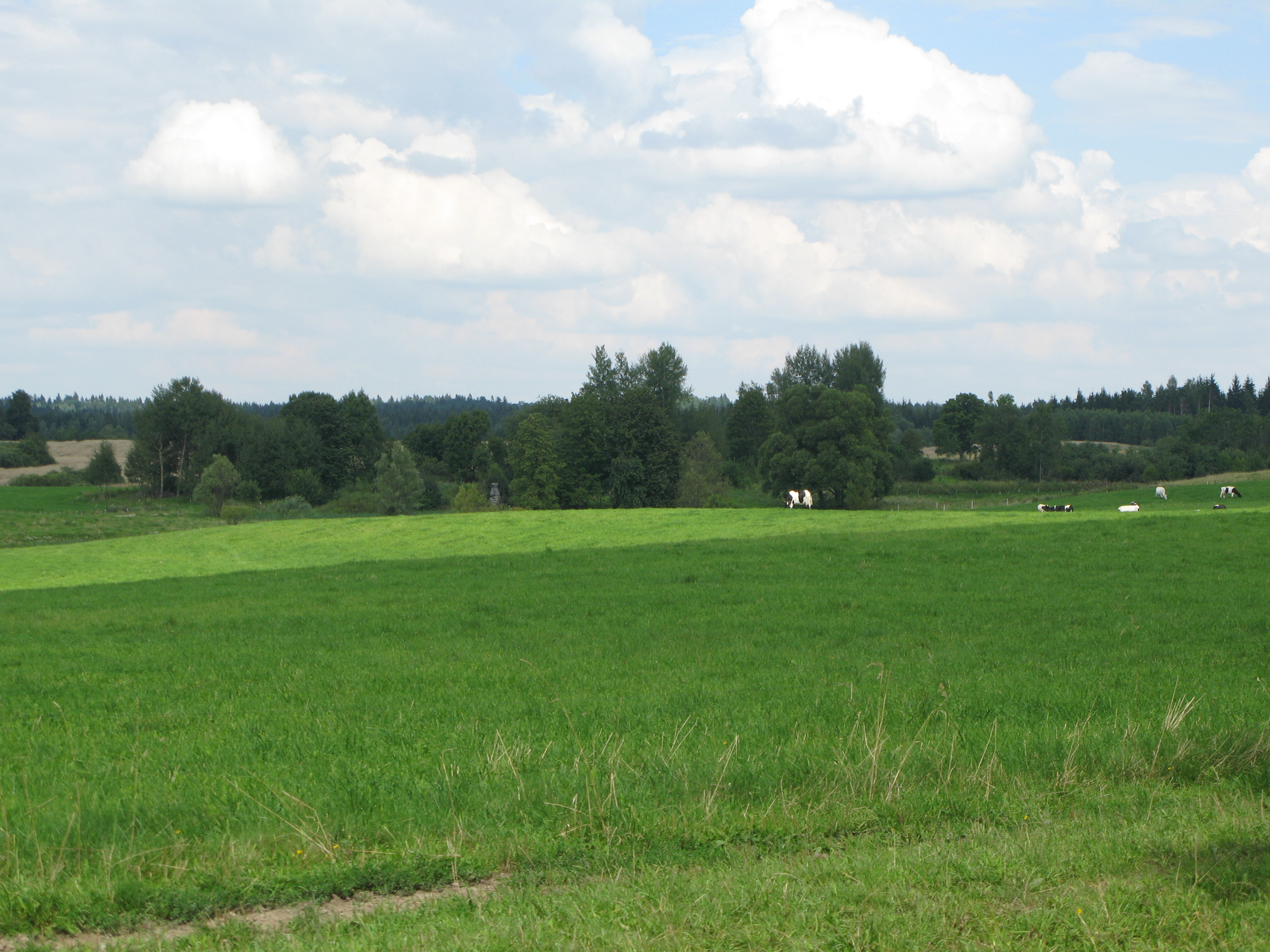
Blick auf die Ortsstelle von Gollubien/Unterfelde (Golubie)
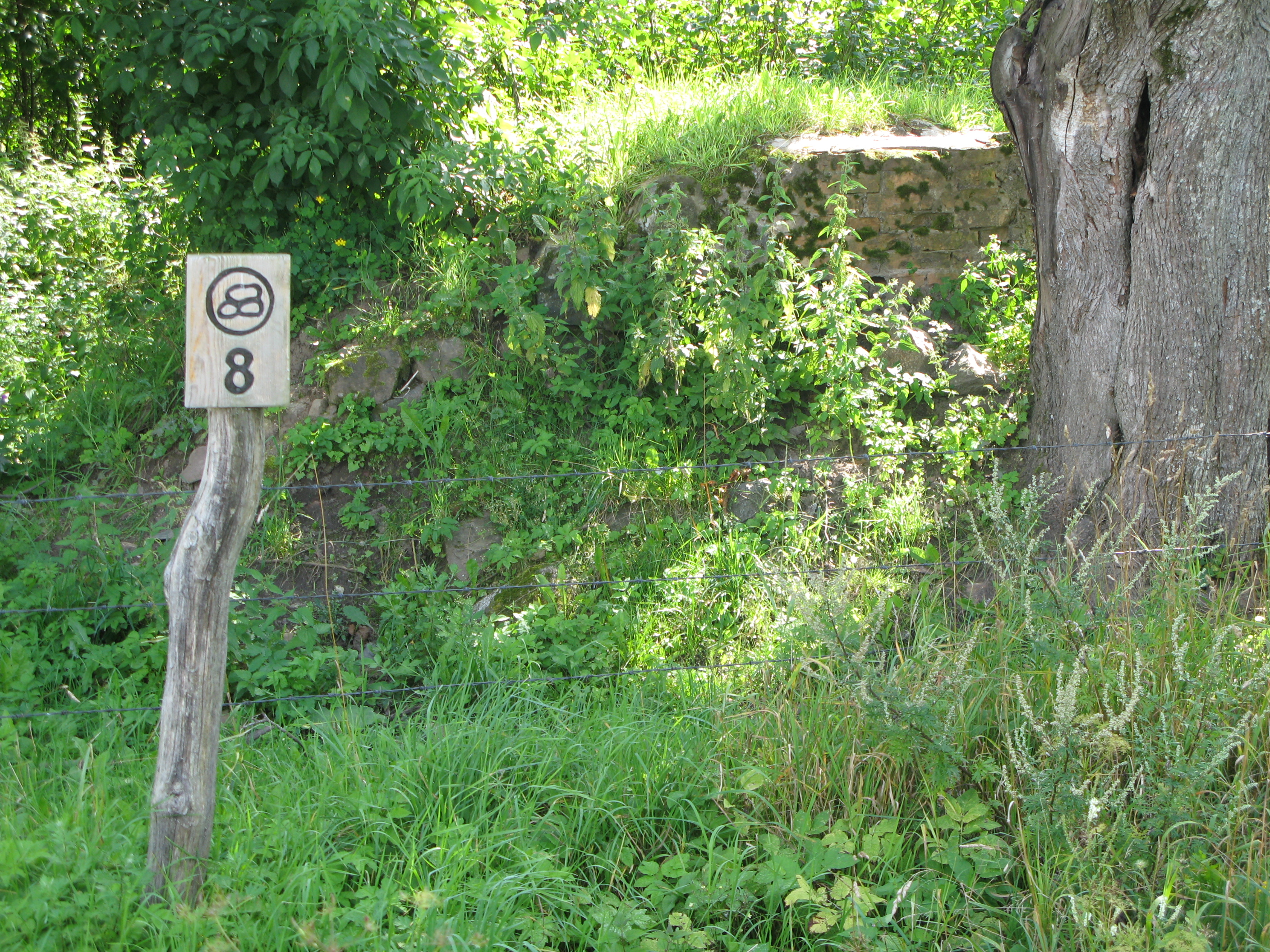
Gekennzeichnete Trümmerstelle
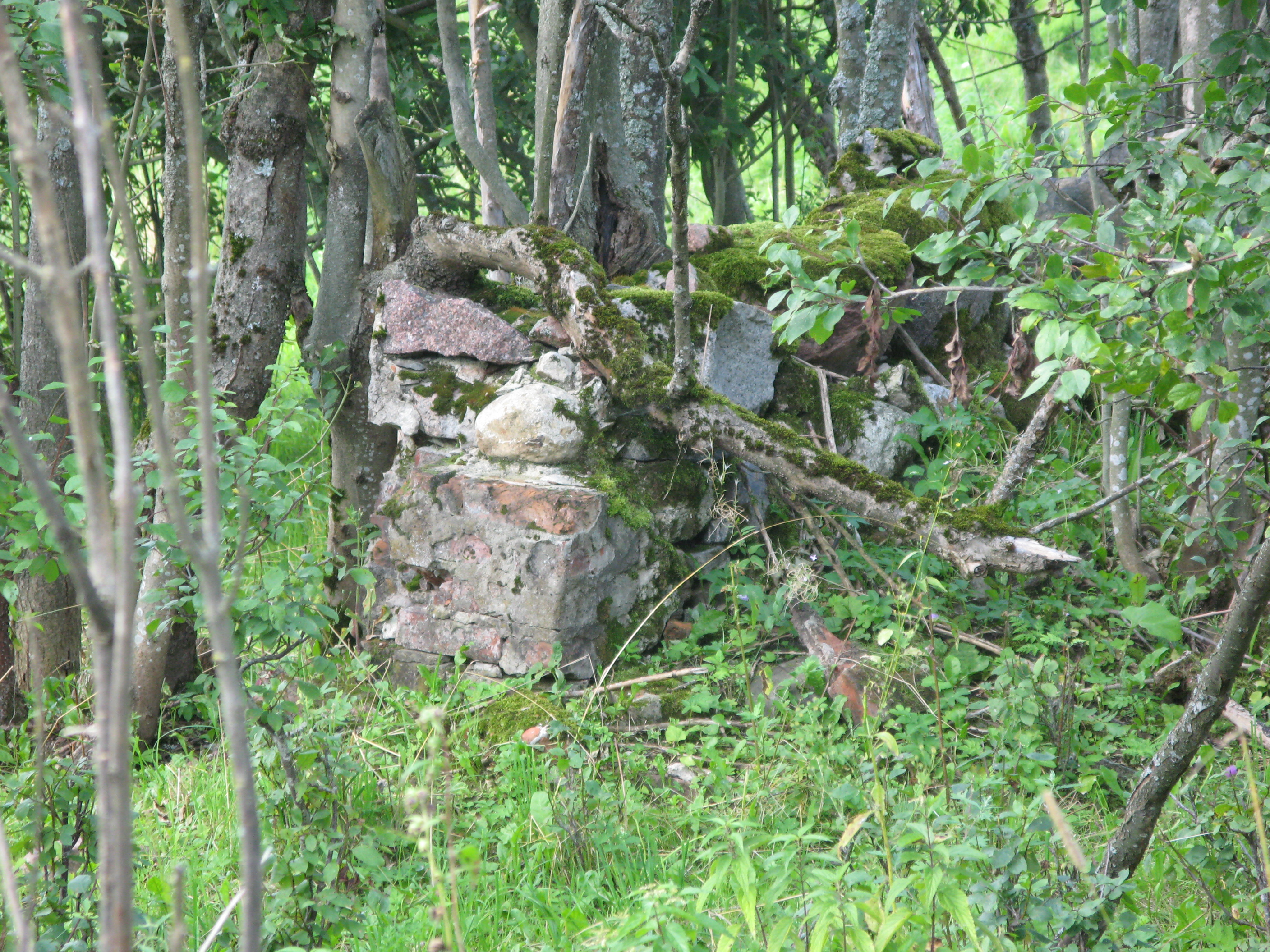
Trümmerreste
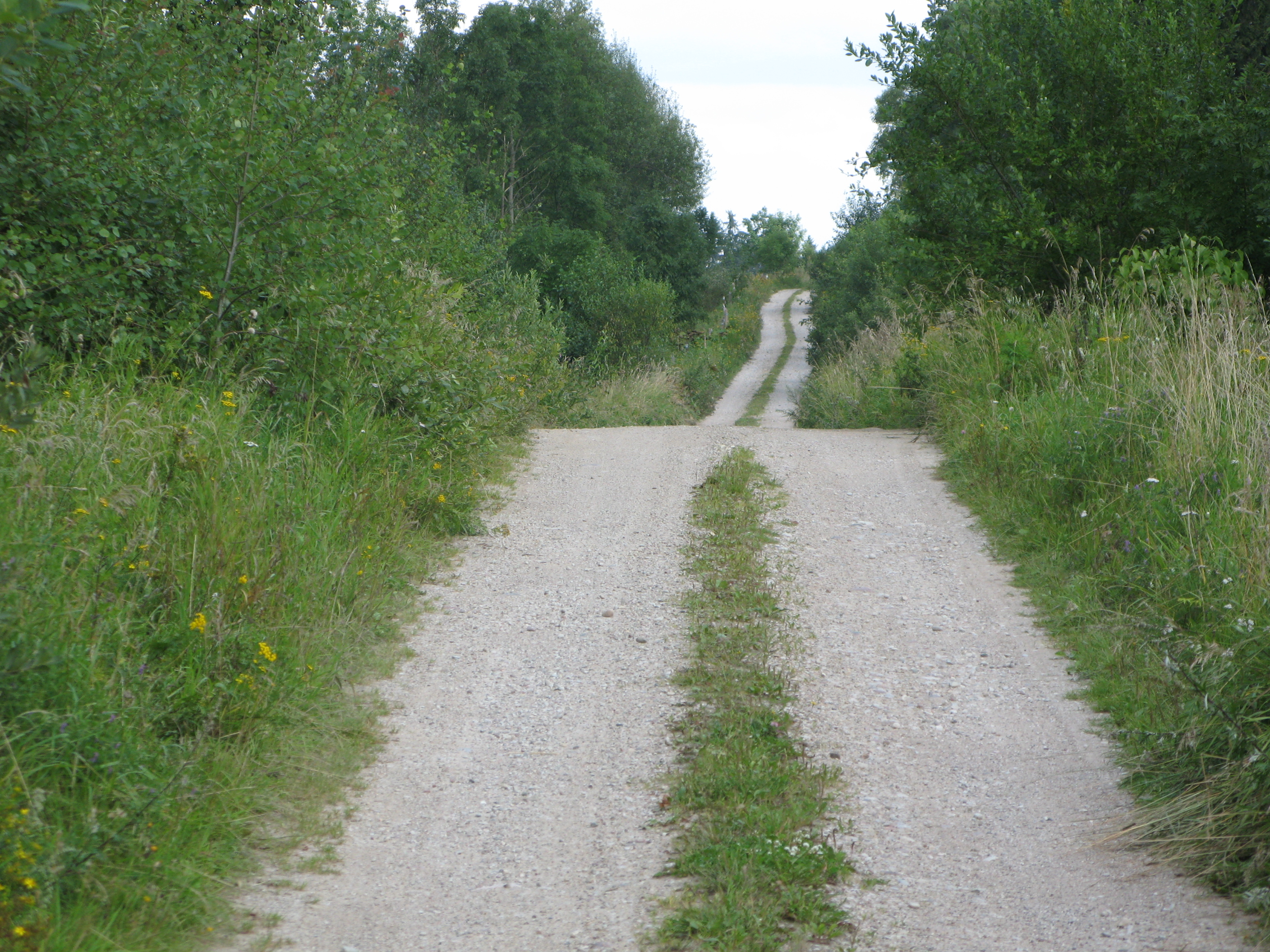
Reste einer alten Dorfstraße Gollubiens
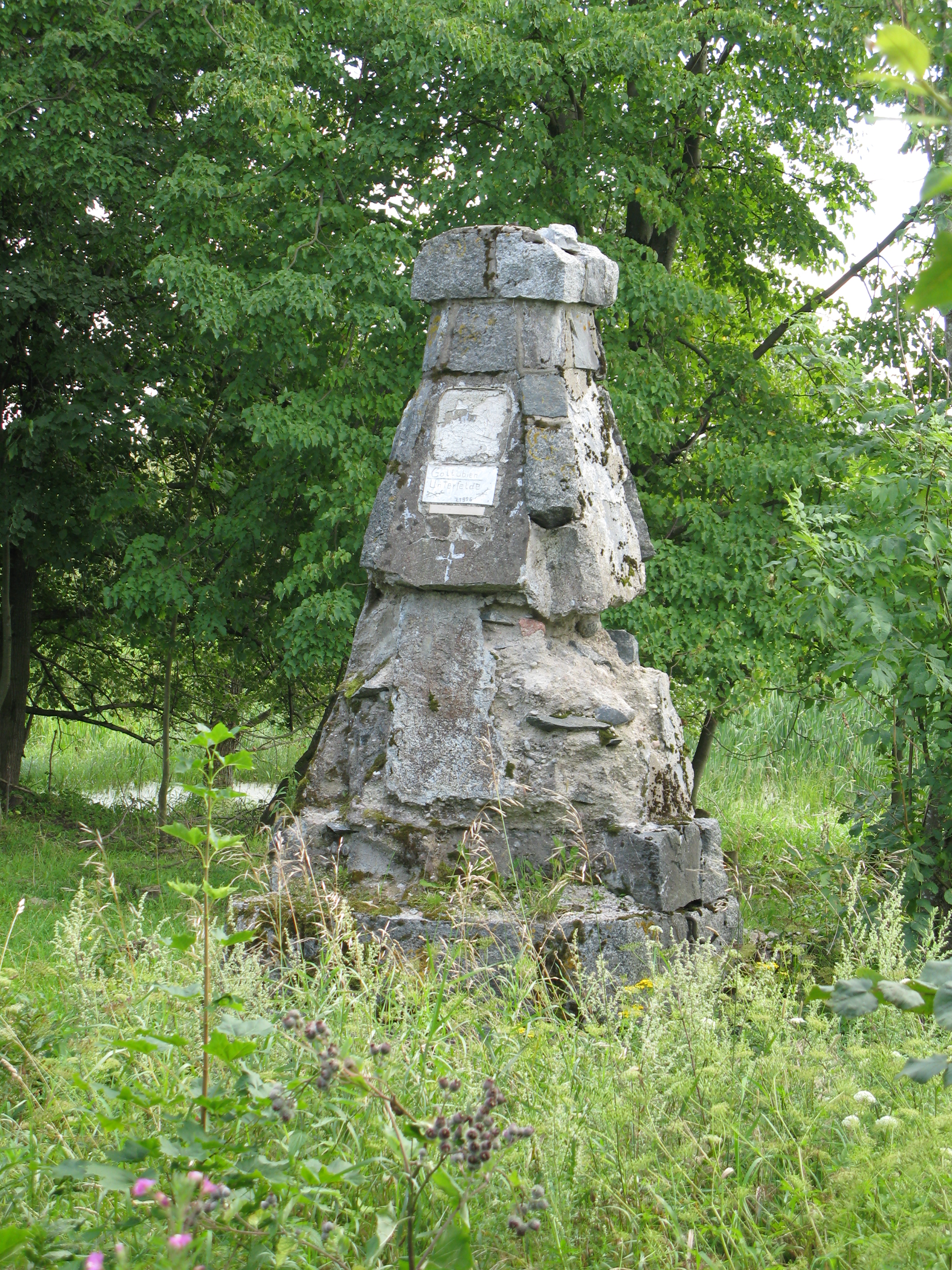
Denkmal im zerstörten Dorf Gollubien/Unterfelde

## Religionen
Die weitaus größte Teil der Bevölkerung Gollubiens war vor 1945 evangelischer Konfession. Das Dorf war in das Kirchspiel der Kirche Szittkehmen (der Ort heißt heute polnisch: Żytkiejmy) eingepfarrt, die zum Kirchenkreis Goldap in der Kirchenprovinz Ostpreußen der Kirche der Altpreußischen Union gehörte. Die wenigen römisch-katholischen Einwohner waren in die Pfarrei in Goldap im Bistum Ermland eingegliedert.

## Verkehr
Die Ortsstelle Golubie liegt 27 Kilometer östlich der Stadt Gołdap an einer Nebenstraße, die Żytkiejmy (Szittkehmen/Schittkehmen, 1938 bis 1945 Wehrkirchen) und Skajzgiry (Skaisgirren, 1938 bis 1945 Hellerau) mit Błąkały (Blindgallen, 1938 bis 1945 Schneegrund) verbindet. Innerorts zweigt eine Straße ab, die in die Woiwodschaft Podlachien nach Prawy Las führt und über die bis 1945 existierende Grenzübergangsstelle zwischen dem Deutschen Reich und Polen verläuft.
Im Jahre 1927 wurde Gollubien Bahnstation an der seinerzeit auch „Kaiserbahn“ genannten Bahnstrecke Goldap–Szittkehmen, die nach 1945 nicht wieder in Betrieb genommen wurde.